# 孝感东站
孝感东站位于湖北省孝感市孝南区董永路，是武孝城际铁路和汉十城际铁路上的一个车站，也是武孝城际铁路的终点站。本站距汉口站61.8公里，站房设计最高聚集人数为1500人。
本站于2016年12月1日开通，初期开行10班前往汉口的列车。2017年9月21日起，本站增开一对广州南方向的高速动车组。